# Silvestre Sufa
Silvestre Xavier Sufa Efi (auch Silvester Xavier Sufa) ist ein osttimoresischer Politiker. Er ist Mitglied der Partidu Unidade Dezenvolvimentu Demokratiku (PUDD).
Von 2007 bis 2013 war Sufa Kommissar der Comissão Nacional de Eleições (CNE). Er war einer der drei vom Nationalparlament Osttimors gewählten Kommissare.
Sufa war seit der Parteigründung 2015 Vizepräsident der PUDD. 2021 übernahm er geschäftsführend den Vorsitz, als Parteichef António de Sá Benevides aus gesundheitlichen Gründen zurücktrat.
Bei den Wahlen für das Nationalparlament kandidierte Sufa 2017 auf Platz 2 der PUDD-Liste und 2018 auf Platz 8 der Liste des Wahlbündnisses Frenti Dezenvolvimentu Demokratiku (FDD), dem die PUDD angehörte. Beide Male erhielt er keinen Sitz im Parlament.
Sufa ist zudem Präsident der Martial-Arts-Gruppe Ikatan Keluarga Silat Putera Timor Leste (IKS-PTL). Öffentlich appelliert er immer wieder für die Zusammenarbeit der Kampfsportgruppen mit dem Staat und untersagte zum Beispiel auch das Tragen der Gruppenuniform in der Öffentlichkeit, abseits von offiziellen Veranstaltungen. In Osttimor kommt es regelmäßig zu Zusammenstößen und Gewalt zwischen verschiedenen Gruppierungen.